# Ioan Ciupei
Ioan Ciupei (n. 16 februarie 1952, satul Fodora, județul Cluj) este un general român, care a îndeplinit funcția de comandant al Corpului 4 Armată Teritorial „Mareșal Constantin Prezan” din Cluj (fosta Armată a IV-a) (2004-2007).

## Biografie
Ioan Ciupei s-a născut la data de 16 februarie 1952, în satul Fodora (județul Cluj). După absolvirea Liceului Militar „Ștefan cel Mare” din Câmpulung Moldovenesc în 1971, a urmat cursurile Școlii Militare de Ofițeri Activi „Nicolae Bălcescu” din Sibiu (1971-1974), Facultatea de Arme Întrunite a Academiei de Înalte Studii Militare din București (1983-1985) și un cursul post-academic cu profil unic (1991).
Și-a continuat apoi pregătirea militară, urmând cursul de Management al Instruirii Trupelor (1997), un curs de limba engleză (1999), cursul de Comunicare și Relații Publice (2000), cursul de perfecționare a limbii engleze din Canada (2001) și cursurile Departamentului pentru pregătirea personalului didactic, din cadrul Universității București (2006). A obținut în anul 2005 titlul academic de doctor în Științe Militare, specialitatea Strategie militară.
În cursul carierei sale militare, a parcurs toate treptele ierarhiei profesionale, de la comandant de pluton până la comandant de corp de armată. A îndeplinit funcții  de răspundere în Comandamentul Armatei a 4-a „Transilvania” de la Cluj: ofițer 1 în  Secția Operații și șef al Secției Pregătire pentru Luptă. A comandat apoi Regimentul 227 Mecanizat din Someșeni-Cluj (1994-1995), Brigada 11 Mecanizată „Carei” din Oradea (1997-2001) și Brigada 81 Mecanizată din Bistrița (2001-2003). A fost înaintat la gradul de general de brigadă (cu o stea) la 29 noiembrie 2001 .
În martie 2003 a fost numit comandantul Corpului 10 Armată Teritorial „Ștefan cel Mare” din Iași, care din iulie 2003 s-a  restructurat în   Comandamentul 10 Operațional. A fost înaintat la gradul de general-maior (cu 2 stele) la 1 noiembrie 2004 .
În perioada 1 decembrie 2004 - 12 decembrie 2007, generalul Ciupei a comandat Corpul 4 Armată Teritorial „Mareșal Constantin Prezan” din Cluj (fosta Armată a IV-a). Din data de 12 decembrie 2007 a îndeplinit funcția de director-adjunct al Statului Major General.
La data de 13 februarie 2009, generalul maior doctor Ioan Ciupei este înaintat la gradul de General locotenent (cu trei stele) și trecut în rezervă cu noul grad .

## Distincții
Pentru merite deosebite în activitatea profesională, generalul Ioan Ciupei a primit următoarele distincții:
- Ordinul Național „Pentru Merit” în grad de Cavaler.
- „Diploma de Merit” pentru contribuția la aderarea României la NATO (decembrie 2002)
- „Crucea Patriarhală” (2002) - ca urmare a faptului că a ctitorit două biserici militare, în garnizoanele Oradea și Bistrița.

Generalul Ioan Ciupei este căsătorit și are o fiică. 